# Edward John Smith
Edward John Smith (27 tháng 1 năm 1850 – 15 tháng 4 năm 1912) là thuyền trưởng của tàu RMS Titanic khi nó chìm vào năm 1912. Trong quá trình di tản, ông đã không thể điều phối được các nỗ lực sơ tán, và ra lệnh không rõ ràng và không thực tế. Smith được cho là đã thiệt mạng đêm đó cùng với khoảng 1.514 người khác. Có một bức tượng tưởng nhớ ông tại Lichfield, Anh.

## Thời trẻ
Edward John Smith sinh ngày 27 tháng 1 năm 1850 ở Well Street, Hanley, Staffordshire, Anh. Cha của ông, một người thợ gốm, và mẹ là Catherine Hancock, sinh tại Marsh, họ kết hôn vào ngày 02 Tháng 8 năm 1841 tại Shelton, Staffordshire. Cha mẹ của ông sau này sở hữu một cửa hàng.
Smith đã học tại trường Etruria British cho đến khi 13 tuổi. Năm 1867, khi 17 tuổi, ông đã đi đến Liverpool cùng với một người anh em của ông là Joseph Hancock, là thuyền trưởng trên một con thuyền buồm. Ông bắt đầu học nghề ở Senator Weber, thuộc sở hữu của A Gibson & Co. thuộc thành phố Liverpool.

## Hôn nhân
Ngày 13 tháng 1 năm 1887, Smith kết hôn với Sarah Eleanor Pennington tại Church St Oswald, Winwick, Cheshire. Con gái của họ là Helen Melville Smith, đã được sinh ra ở Waterloo, Liverpool vào ngày 02 tháng 4 năm 1898. Gia đình ông sống tại Winn Road, Highfield, Southampton.